# Krucifix (Dolní Bezděkov)
Jednoduchý pozdně barokní pískovcový kříž od neznámého autora se od roku 1775 nalézá mezi dvěma vzrostlými lipami u pravoúhlé zatáčky silnice spojující obce Dolní Bezděkov a Kočí v okrese Chrudim. Krucifix připomínající vrchnost z nedalekého Hrochova Týnce je od 2. ledna 2007 chráněn jako nemovitá kulturní památka ČR.

## Popis
Mezi dvěma vzrostlými lipami u pravoúhlé zatáčky silnice stojí na pískovcové podložce nízký, hranolový nahoře okosený pískovcový podstavec.
Na podstavci stojí užší pískovcový pilíř ozdobený po stranách vpadlými rámečky a zakončený nahoře profilovanou, vzhůru obloukovitě vzepjatou římsou. Ve vzepjetí římsy je umístěn ozdobný reliéf mušle. Na čelní straně pilíře je ve vpadlém rámečku vytesán nápis: „!Tento kříž od Premonstatu 1775 postaven, od obce Bezděkova opraven 1862, opraven 1888, opraven 1910, opraven 1994“.
Na římse stojí na nízkém podstavci pískovcový kříž s korpusem Krista s rouškou přes boky. Nad hlavou Krista je na kříži nápis INRI. Ramena kříže jsou trojitě zakončena.
Pilíř pod úrovní římsy pochází přavděpodobně z doby opravy v roce 1862, římsa a kříž jsou zřejmě původní.

## Galerie

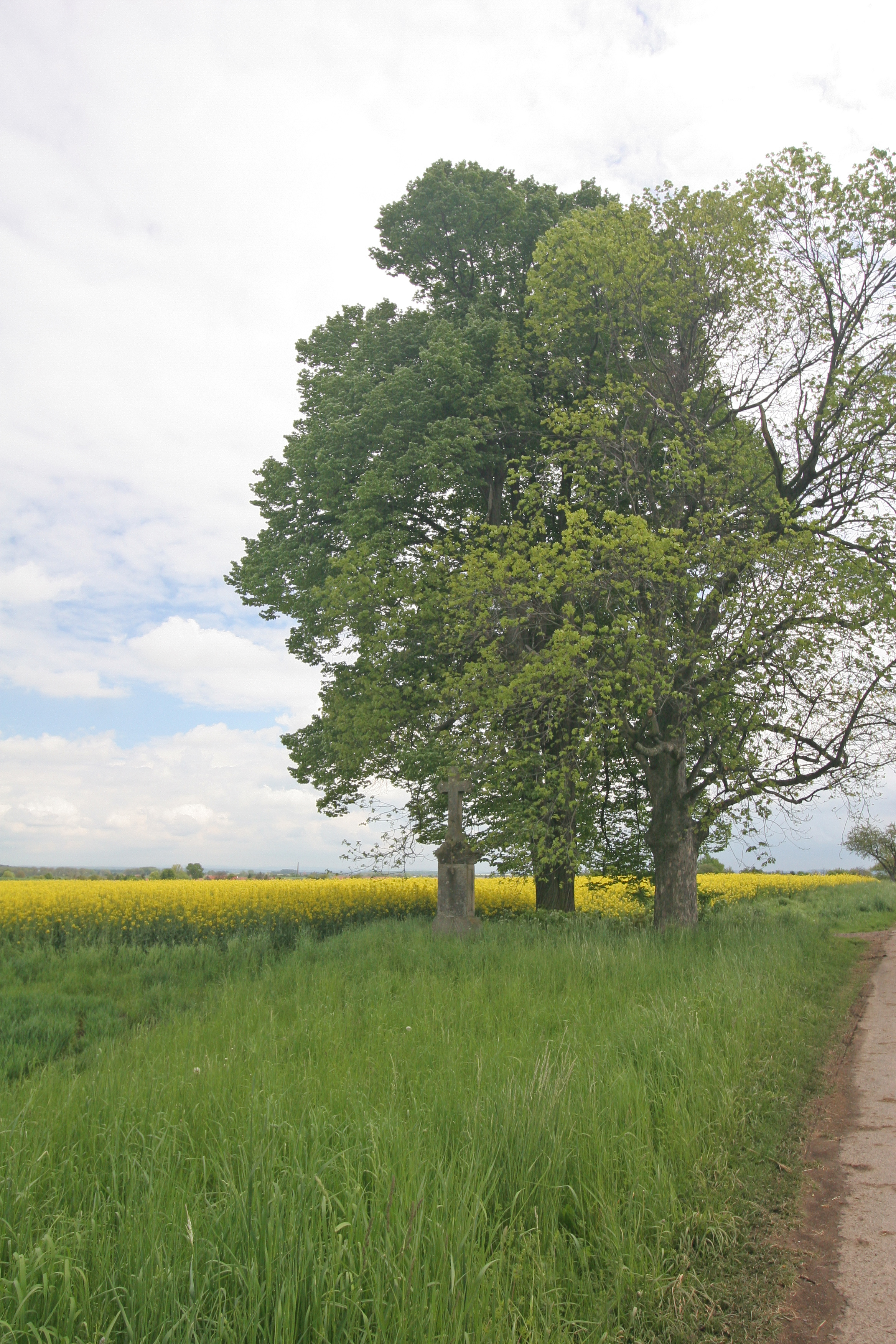
Krucifix pod lipami u Dolního Bezděkova
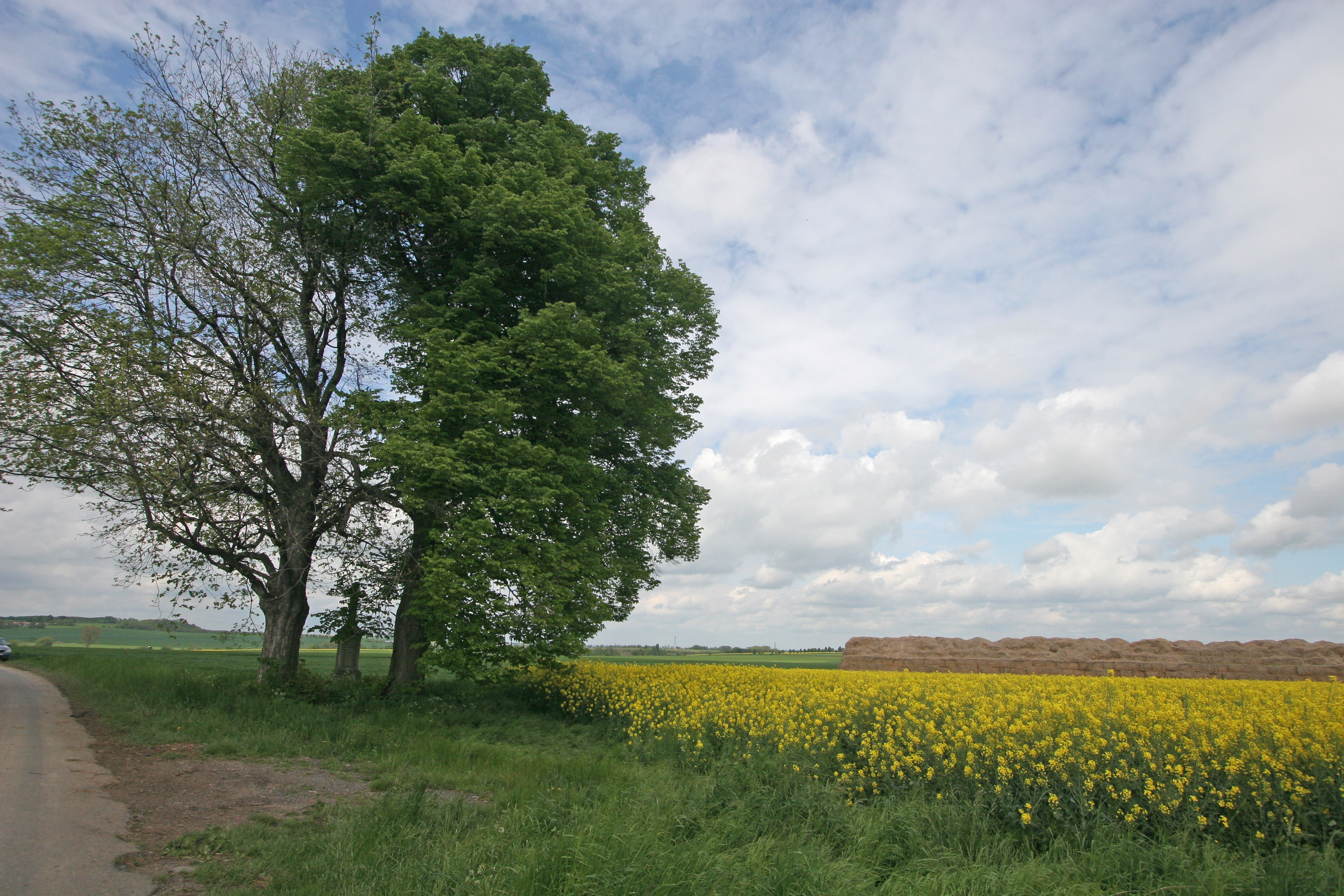
Krucifix pod lipami u Dolního Bezděkova